# Requisits per ser una persona normal
Requisits per ser una persona normal és una pel·lícula catalana de comèdia romàntica de 2015 dirigida per Leticia Dolera i protagonitzada per Leticia Dolera i Manuel Burque. Ha estat doblada al català i emesa per TV3 el 12 d'agost de 2017.

## Argument
La Maria és una noia de 30 anys a qui la vida no li somriu: no té feina, l'han fet fora del seu pis, la seva vida romàntica és inexistent i està distanciada de la família. En una entrevista de treball li pregunten quin tipus de persona és i, després adonar-se que no compleix cap dels requisits per a ser considerada "normal", decideix canviar.

## Repartiment
- Leticia Dolera - María de las Montañas Enríquez Conde
- Manuel Burque - Borja
- Silvia Munt - Bárbara Conde
- Jordi Llodrà - Alejandro "Álex" Enríquez Conde
- Miki Esparbé - Gustavo
- Alexandra Jiménez - Cristina Pi
- Blanca Apilánez - Estefanía
- Jorge Suquet - Pablo
- Núria Gago - Noelia
- David Verdaguer - Juan

Amb la col·laboració especial de:
- Carmen Machi - Luisa
- José Luis García Pérez
- Irene Visedo

## Premis
XXX Premis Goya
| Categoria               | Nominats       | Resultat |
| ----------------------- | -------------- | -------- |
| Millor dirección novell | Leticia Dolera | Nominada |
| Millor actor revelación | Manuel Burque  | Nominat  |
| Millor montaje          | David Gallart  | Nominat  |

III Premis Feroz
| Categoria      | Nominats                             | Resultat   |
| -------------- | ------------------------------------ | ---------- |
| Millor comèdia | Requisits per ser una persona normal | Nominada   |
| Millor trailer | Rafa Martínez                        | Nominat    |
| Millor cartell | Natalia Montes                       | Guanyadora |

Medalles del Cercle d'Escriptors Cinematogràfics de 2015
| Categoria                 | Nominats       | Resultat  |
| ------------------------- | -------------- | --------- |
| Millor direcció revelació | Leticia Dolera | Nominada  |
| Millor actor revelació    | Manuel Burque  | Guanyador |
| Millor muntatge           | David Gallart  | Nominat   |

18 Festival de Màlaga de cinema espanyol
Biznaga de Plata
| Categoria               | Nominats             | Resultat   |
| ----------------------- | -------------------- | ---------- |
| Millor Fotografia       | Marc Gómez del Moral | Guanyador  |
| Millor Muntatge         | David Gallart        | Guanyador  |
| Millor Guionista Novell | Leticia Dolera       | Guanyadora |